# Darázsméhek
A darázsméhek (Nomadinae) a méhek öregcsaládjának (Apoinea), a méhfélék (Apidae) családjának egyik alcsaládja.

## Rendszerezés
Az alcsaládba az alábbi nemzetségek és nemek tartoznak:
- Ammobatini
  - Ammobates
  - Chiasmognathus
  - Melanempis
  - Oreopasites
  - Parammobatodes
  - Pasites
  - Sphecodopsis
  - Spinopasites
- Ammobatoidini
  - Aethammobates
  - Ammobatoides
  - Holcopasites
  - Schmiedeknechtia
- Biastini
  - Biastes
  - Neopasites
  - Rhopalolemma
- Brachynomadini
  - Brachynomada
  - Kelita
  - Paranomada
  - Triopasites
- Caenoprosopidini
  - Caenoprosopina
  - Caenoprosopis
- Epeolini
  - Doeringiella
  - Epeolus
  - Odyneropsis
  - Pseudepeolus
  - Rhinepeolus
  - Rhogepeolus
  - Thalestria
  - Triepeolus
- Hexepeolini
  - Hexepeolus
- Neolarrini
  - Neolarra
- Nomadini
  - Nomada
- Townsendiellini
  - Townsendiella